# محافظات الأرجنتين

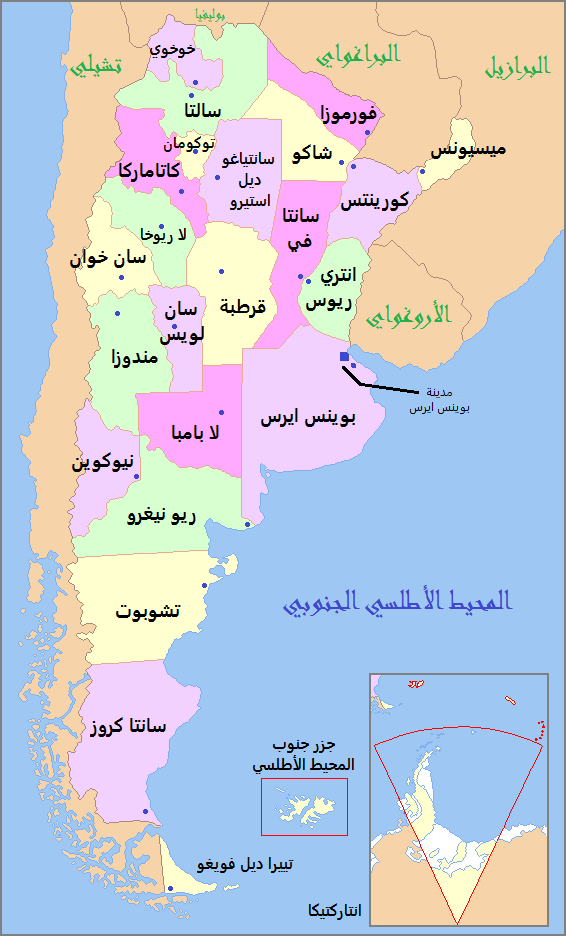
محافظات الأرجنتين

تقسم الأرجنتين في المستوى الإداري الأول إلى 23 محافظة (بالأسبانية: provincias مفردها: provincia) ومدينة مستقلة واحدة (ciudad autónoma) وهي العاصمة الفدرالية للدولة (بالأسبانية: Capital Federal) كما قرر في الدستور. المحافظات والعاصمة لهم دستورهم الخاص ولكن تحت النظام الفدرالي.

## تاريخ
خلال حرب الاستقلال أصبحت المدن والمناطق المحيط بها محافظات، بتدخل من مجالس الكابيلو [الإنجليزية] (cabildos). تبعها الحروب الأهلية الأرجنتينية ثم أتت حقبة سميت بفوضوي سنة أكس أكس [الإنجليزية] وهذه الفترات ساهمت بشكل كبير في تشكيل المحافظات الأولى. محافظة خوخوي إنفصلت من محافظة سالتا في عام 1834، وزاد عدد المحافظات من 13 إلى 14 محافظة وبعد عقد من الزمان محافظة بوينس آيرس وافقت على دستور 1853 في عام 1861، وأصبحت عاصمتها منطقة فدرالية في عام 1880. في عام 1862 تم سن قانون المناطق الوطنية التي تحت السلطة الفدرالية ولكن خارج حدود المحافظات. في عام 1884 خدمة كقواعد لبدء عمل حكومات ميسيونس وفرموزا وتشاكو ولا لمبا ونيوكوين وريو نيغرو وتشوبوت وسانت كروز وتييرا ديل فويغو. الاتقافية بخصوص الخلاف الحدودي مع تشيلي أنشأ المنطقة الوطنية للوس أنديس (National Territory of Los Andes). وتم ضم أراضيها إلى خوخوي وسالتا وكاتاماركا في عام 1943. محافظة لا بامبا ومحافظة تشاكو أصبحت محافظات في عام 1951. محافظة ميسيونس إنضمت في عام 1953 وتبعها محافظة فورموزا ومحافظة نيوكوين ومحافظة ريو نيغرو ومحافظة تشوبوت ومحافظة سانتا كروز في عام 1955. آخر منطقة وطنية أصبحت محافظة كانت محافظة تييرا ديل فويغو في عام 1990.

## التنظيم السياسي
الأرجنتين دولة فدرالية تتكون من 23 محافظة ومدينة مستقلة واحدة بوينس آيرس. وتنقسم المحافظات لأغراض إدارية إلى إدارات (Department) وبلديات (Municipality) ما عدا محافظة بيونس آيرس والتي تنقسم إلى أحزاب. مدينة بوينس آيرس بنفسها تنقسم إلى شعبيات (Comuna). تمتلك المحافظات كامل القوة وهي لديها الخيار لمنحها للحكومة الفدرالية  ويجب أن يكون لهم ممثلين ولا يتعارضون مع الدستور. وما بعد ذلك هم لهم كامل الاستقلالية في سن قوانينهم الخاصة  ولهم حرية تشكيل حكومتهم الخاصة  وإمتلاك وإدارة كامل مقدراتهم المالية  لذلك كل محافظة لها قوانينها خاصة بها وتشريع خاص بها وكذلك محكمة عليا وحاكم وقوة شرطة مستقلة. في ثمانية محافظات لديها برلمان ثنائي-المجلس مشكل بواسطة مجلس أعلى (السيناتور)
ومجلس أدنى (النواب) وباقي المحافظات الخمس عشر والعاصمة بها مجلس بغرفة واحدة. بيونس ايرس تعتبر ضاحية فدرالية، لكن تنظيمها يشبه تنظيم المحافظات: لها دستورها الخاص بها ولها عمدة منتخب وممثلين في مجلس السيناتور ومجلس النواب.
في حالة الانفصال أو التمرد أو احتلال أراضي أو أي فعل ضد قوانين الجمهورية على أي محافظة أو العاصمة الفدرالية تكون لدى الكونغرس الصلاحية لإعلان التدخل الفدرالي في المنطقة المتضررة  حتى في غياب الأذن الرسمي من الإطراف المتأثرة.عندما يكون الكونغرس في عطلة وبسببها لم يتوصل إلى قرار يحق للرئيس أن يعلن التدخل، وهذا القرار التنفيذي قد يتم تجاوزه كونغرسياً فور انعقاد الغرف البرلمانية. فور إعلان التدخل تحل حكومة المنطقة المتضررة فوراً حلاً جزئياً أو كاملاً بناء على القرار الكونغرسي أو الرئاسي الذي أعلن بموجبة التدخل ويعين الرئيس ممثل أو متدخل وهو شخص يقوم بالخدمة حتى يتم أنتهاء حالة الطوارئ.
منذ عام 1983 تم التدخل في أربع محافظات وهي: محافظة كاتاماركا ومحافظة كورينتس (مرتين) ومحافظة سانتياغو ديل استيرو (مرتين) ومحافظة توكومان.
خلال القرن العشرين، بعض المحافظات كانت تقليدياً مسيطر عليها بواسطة عائلة واحدة (مثل: عائلة سعدي "Saadi" في كاتاماركا وعائلة سباغ "Sapag" في نيوكوين). في إحدى الحالات وحتى عام 2009 كانت محافظة سان لويس تحكم بدون انقطاع بواسطة عائلة رودريغيز سا منذ عام 1983.

## أقاليم جيوغرافية
تنقسم الأرجنتين إلى 7 أقاليم جيوغرافية. العديد من المحافظات لديه مناطق تمتد عبر هذه الأقاليم..
| الأقليم              | المحافظات                                                                                  |
| -------------------- | ------------------------------------------------------------------------------------------ |
| إقليم الشمال الغربي  | محافظة خوخوي، محافظة سالتا، محافظة توكومان، محافظة كاتاماركا، محافظة لا ريوخا              |
| إقليم ميسوبوتاميا    | محافظة ميسيونس، محافظة انتري ريوس، محافظة كورينتس                                          |
| إقليم غران تشاكو     | محافظة فورموزا، محافظة تشاكو، محافظة سانتياغو ديل استيرو، محافظة توكومان                   |
| إقليم سيراس بامبيناس | محافظة قرطبة، محافظة سان لويس                                                              |
| إقليم كيو            | محافظة لا ريوخا، محافظة سان خوان، محافظة مندوزا، محافظة سان لويس                           |
| إقليم بامباس         | محافظة قرطبة، محافظة سانتا في، محافظة لا بامبا، محافظة بوينس ايرس                          |
| إقليم باتاغونيا      | محافظة ريو نيغرو، محافظة نيوكوين، محافظة تشوبوت، محافظة سانتا كروز، محافظة تييرا ديل فويغو |

## قائمة المحافظات
مصدر:
| العلم               | المحافظة                                                | العاصمة                                                               | الاختصار | اللغة الرسمية                     | تعداد السكان | 2 كم المساحة | الكثافة السكانية |
| ------------------- | ------------------------------------------------------- | --------------------------------------------------------------------- | -------- | --------------------------------- | ------------ | ------------ | ---------------- |
| بوينس ايرس          | مدينة بوينس ايرس (ضاحية فدرالية) Buenos Aires           | بوينس ايرس Buenos Aires                                               | CABA     | الأسبانية                         | 2٬891٬082    | 203          | 14٬241٫8         |
| محافظة بوينس آيرس   | محافظة بوينس ايرس Buenos Aires Province                 | لابلاتا La Plata                                                      | BA       | الأسبانية                         | 15٬594٬428   | 307٬571      | 50٫7             |
| كاتاماركا           | محافظة كاتاماركا Catamarca Province                     | سان فرناندو ديل فالي دي كاتاماركا San Fernando del Valle de Catamarca | CT       | الأسبانية                         | 367٬820      | 102٬602      | 3٫6              |
| تشاكو               | محافظة تشاكو Chaco Province                             | ريسيستينسيا Resistencia                                               | CC       | - الأسبانية - كوم - ماكوت - واتشي | 1٬053٬466    | 99٬633       | 10٫6             |
| تشوبوت              | محافظة تشوبوت Chubut Province                           | روسون Rawson                                                          | CH       | الأسبانية                         | 506٬668      | 224٬686      | 2٫3              |
| قرطبة               | محافظة قرطبة Córdoba Province                           | قرطبة Córdoba                                                         | CBA      | الأسبانية                         | 3٬304٬825    | 165٬321      | 20٫0             |
| كورينتس             | محافظة كورينتس Corrientes Province                      | كورينتس Corrientes                                                    | CR       | - الأسبانية - غوارانية            | 993٬338      | 88٬199       | 11٫3             |
| انتري ريوس          | محافظة انتري ريوس Entre Ríos Province                   | بارانا Paraná                                                         | ER       | الأسبانية                         | 1٬236٬300    | 78٬781       | 15٫7             |
| فورموزا             | محافظة فورموزا Formosa Province                         | فورموزا Formosa                                                       | FSA      | الأسبانية                         | 527٬895      | 72٬066       | 7٫3              |
| خوخوي               | محافظة خوخوي Jujuy Province                             | سان سلفادور دي خوخوي San Salvador de Jujuy                            | JY       | الأسبانية                         | 672٬260      | 53٬219       | 12٫6             |
| لا بامبا            | محافظة لا بامبا La Pampa Province                       | لا بامبا Santa Rosa                                                   | LP       | الأسبانية                         | 316٬940      | 143٬440      | 2٫2              |
| لا ريوخا            | محافظة لا ريوخا La Rioja Province                       | لا ريوخا La Rioja                                                     | LR       | الأسبانية                         | 331٬847      | 89٬680       | 3٫7              |
| مندوزا              | محافظة مندوزا Mendoza Province                          | مندوزا Mendoza                                                        | MZA      | الأسبانية                         | 1٬741٬610    | 148٬827      | 11٫7             |
| ميسيونس             | محافظة ميسيونس Misiones Province                        | بوساداس Posadas                                                       | MN       | الأسبانية                         | 1٬097٬829    | 29٬801       | 36٫8             |
| نيوكوين             | محافظة نيوكوين Neuquén Province                         | نيوكوين Neuquén                                                       | NQ       | الأسبانية                         | 550٬334      | 94٬078       | 5٫8              |
| ريو نيغرو           | محافظة ريو نيغرو Río Negro Province                     | فيدما Viedma                                                          | RN       | الأسبانية                         | 633٬374      | 203٬013      | 3٫1              |
| سالتا               | محافظة سالتا Salta Province                             | سالتا Salta                                                           | SA       | الأسبانية                         | 1٬215٬207    | 155٬488      | 7٫8              |
| سان خوان            | محافظة سان خوان San Juan Province                       | سان خوان San Juan                                                     | SJ       | الأسبانية                         | 680٬427      | 89٬651       | 7٫6              |
| سان لويس            | محافظة سان لويس San Luis Province                       | سان لويس San Luis                                                     | SL       | الأسبانية                         | 431٬588      | 76٬748       | 5٫6              |
| سانتا كروز          | محافظة سانتا كروز Santa Cruz Province                   | ريو غاليغوس Río Gallegos                                              | SC       | الأسبانية                         | 272٬524      | 243٬943      | 1٫1              |
| سانتا في            | سانتا في Santa Fe Province                              | سانتا في Santa Fe                                                     | SF       | الأسبانية                         | 3٬200٬736    | 133٬007      | 24٫1             |
| سانتياغو ديل استيرو | محافظة سانتياغو ديل استيرو Santiago del Estero Province | سانتياغو ديل استيرو Santiago del Estero                               | SdE      | الأسبانية                         | 896٬461      | 136٬351      | 6٫6              |
| تييرا ديل فويغو     | محافظة تييرا ديل فويغو Tierra del Fuego Province        | أوشوايا Ushuaia                                                       | TF       | الأسبانية                         | 126٬190a     | 21٬263a      | 5٫8a             |
| توكومان             | محافظة توكومان Tucumán Province                         | سان ميغيل دي توكومان San Miguel de Tucumán                            | TM       | الأسبانية                         | 1٬448٬200    | 22٬524       | 64٫3             |

## روابط إضافية
- Argentine provinces
- (بالإسبانية) Information of Argentine provinces
- (بالإسبانية) Provincias Argentinas
- (بالإسبانية) Division
- Provinces' Flags and Governors since 1983